# George Dantzig
George Bernard Dantzig (8 tháng 11 năm 1914 – ngày 13 tháng 5 năm 2005) là một nhà khoa học người Mỹ đã có những đóng góp quan trọng đối với vận trù học, khoa học máy tính, kinh tế, và thống kê.
Dantzig được biết đến với sự phát triển của các thuật toán đơn giản, một thuật toán để giải quyết các vấn đề lập trình tuyến tính, và công việc của mình với lập trình tuyến tính, một vài năm sau khi nó được phát minh bởi nhà toán học & kinh tế Liên Xô Leonid Kantorovich.. Trong các số liệu thống kê, Dantzig giải quyết được hai bài toán mở các vấn đề trong lý thuyết thống kê, mà ông đã nhầm lẫn với bài tập về nhà sau khi đến cuối bài giảng của Jerzy Neyman.
Dantzig là Giáo sư danh dự Khoa học Giao thông vận tải và giáo sư Vận trù học và Khoa học Máy tính tại Đại học Stanford.